# Santa Maria d'Escaló
Santa Maria d'Escaló, anteriorment Santa Helena, és l'església parroquial del poble d'Escaló, en el terme municipal de la Guingueta d'Àneu, a la comarca del Pallars Sobirà. Pertany al territori de l'antic terme d'Escaló. Està situada dins del nucli de població d'Escaló, en el seu sector nord. Segons consta gravat a un bloc de pedra, l'església s'edificà al 1623.

## Descripció
Església d'una sola nau, coberta amb volta d'arestes i flanquejada per capelles laterals cobertes amb volta de canó. A l'oest es troba la capçalera rectangular. A l'est hi ha la façana, sota el pinyó de la coberta de llicorella a dues aigües, en la qual s'obre la porta d'arc rebaixat i dues finestres.
A la dreta de la nau s'aixeca la torre campanar amb estretes espitlleres a la base i obertures més àmplies al pis superior on es troben les campanes, sota mateix del punxegut xapitell de llicorella.
Construïda amb aparell pissarrós, tosc i petit, cobert per arrebossat.